# Frontones del Partenón
Los frontones del Partenón son dos conjuntos de estatuas (alrededor de cincuenta) de mármol pentélico originalmente ubicados en las fachadas este y oeste del Partenón, en la Acrópolis de Atenas. Fueron hechos por varios artistas, como Agorácrito, y el maestro de obras fue Fidias.
Gracias a Pausanias, se conocen los temas de estos frontones: en el este, el nacimiento de Atenea y en el oeste, la disputa entre esta diosa y Poseidón para convertirse en la deidad tutelar de Atenas.
Los frontones han sido gravemente dañados por el transcurso del tiempo y los conflictos militares. Consideradas como el arquetipo de la escultura clásica, o incluso como la encarnación de la «belleza ideal», las estatuas fueron retiradas del edificio por los agentes de Lord Elgin a principios del siglo XIX y transportadas al Museo Británico de Londres. Algunas estatuas y muchos fragmentos se conservan en el Museo de la Acrópolis de Atenas.

## Partenón

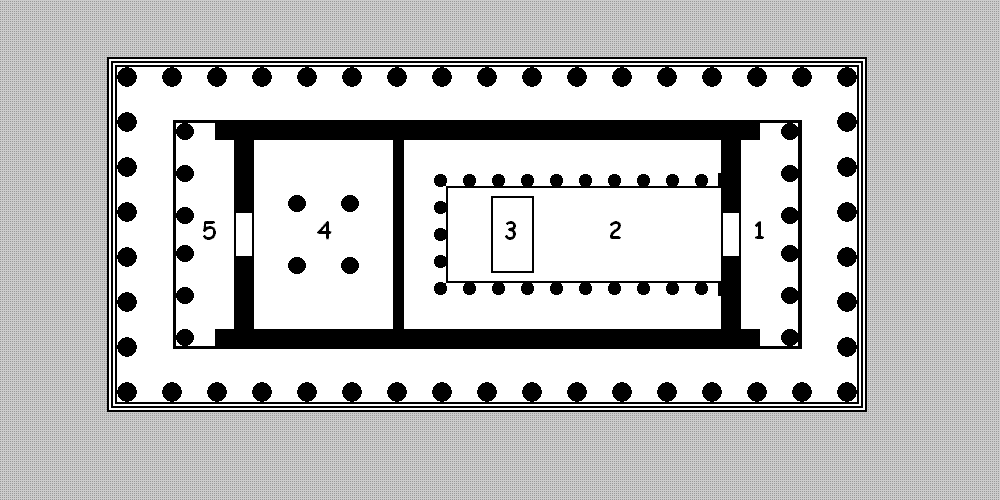
Planta del Partenón:
1) Pronaos (lado este).
2) Naos hecatompedón (lado este).
3) Estatua criselefantina de Atenea Pártenos.
4) Partenón (sala de las vírgenes, tesoro) (lado oeste).
5) Opistodomos (lado oeste).

En 480 a. C., los persas saquearon la Acrópolis de Atenas, incluso un «Prepartenón» (tal vez el denominado Hecatompedón) que estaba en construcción. Después de sus victorias en Salamina y Platea, los atenienses juraron no reconstruir los templos destruidos, sino dejarlos tal como estaban, en memoria de la «barbarie» persa.·
El poder de Atenas creció poco a poco, principalmente en el seno de la Liga de Delos, a la que controlaba cada vez más de manera hegemónica. De hecho, en 454 a. C., el tesoro de la liga fue trasladado de Delos a Atenas. Luego se lanzó un vasto programa de construcciones, financiado con dicho caudal, entre ellas, el Partenón. Este nuevo edificio no pretendía convertirse en un templo, sino en un tesoro para albergar la colosal estatua criselefantina de Atenea Pártenos.
El Partenón fue erigido entre 447 y 438 a. C. El «Prepartenón» era un edificio hexástilo, es decir, con un pórtico de seis columnas en la fachada principal. Su sucesor, de mayor tamaño, era octóstilo (ocho columnas delante y diecisiete a los lados del peristilo); y medía 30,88 metros de ancho y 69,50 metros de largo. El sekos (parte cerrada rodeada por el peristilo) tenía una anchura de 19 metros. En consecuencia, se pudieron crear dos grandes salas: una, al este, para acoger la estatua de Atenea de una docena de metros de altura, y la otra, al oeste, para albergar el tesoro de la liga de Delos. La construcción les fue confiada a Ictino, Calícrates y Fidias. El proyecto de decoración fue tradicional en su forma (frontones y metopas) y de escala sin precedentes. Los frontones eran más grandes y más complejos que lo que se había hecho hasta entonces. El número de metopas (92), todas esculpidas, no tenía precedentes y nunca se renovaron. Mientras que el templo era de orden dórico, la decoración alrededor del sekos (normalmente compuesta de metopas y triglifos) consistió en un friso de orden jónico.

## Realización

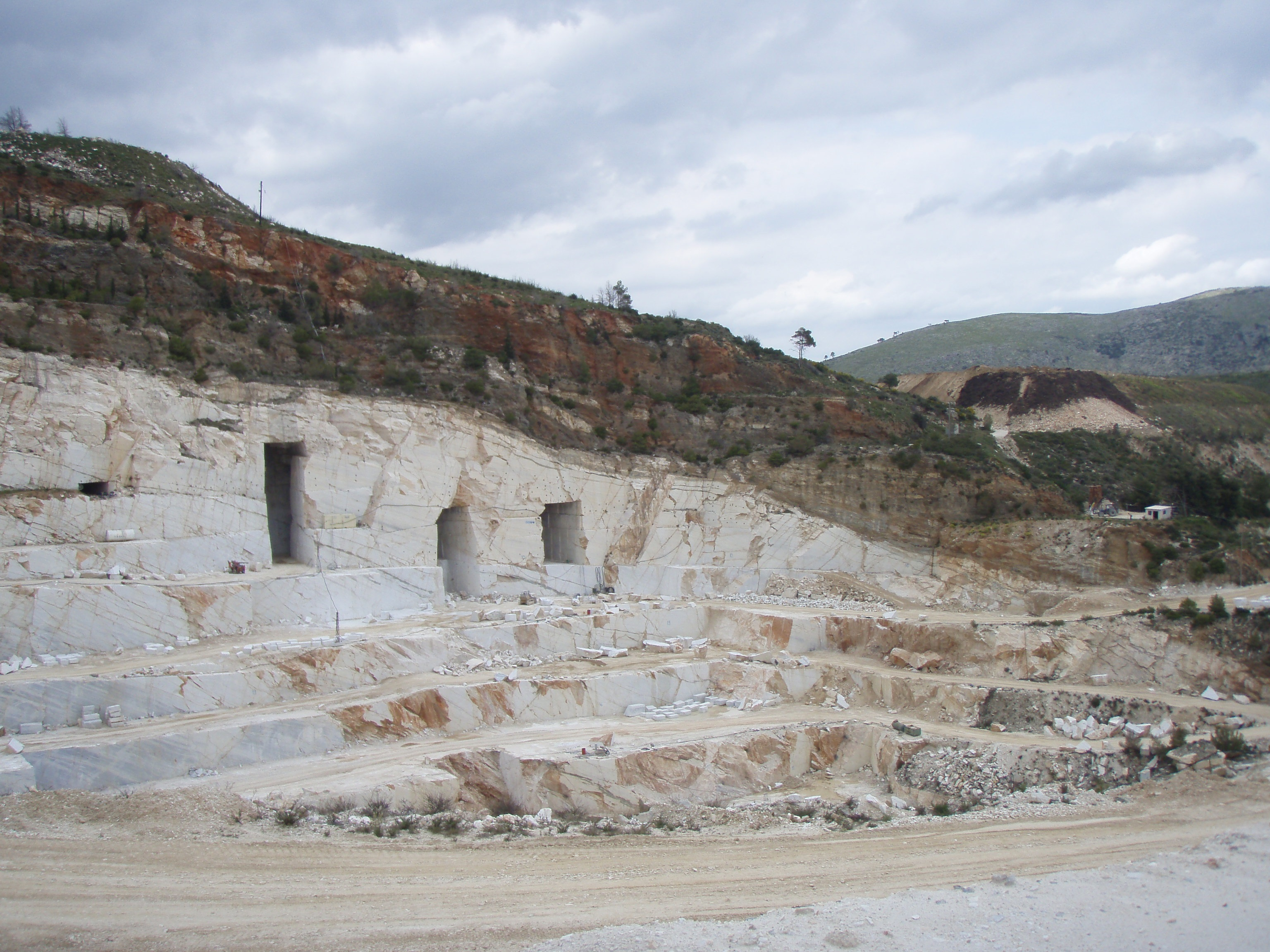
Una cantera moderna en el Pentélico.

Los registros contables de la construcción del Partenón permiten saber que el mármol destinado a los frontones comenzó a extraerse de las canteras del monte Pentélico en 439-438 a. C.; el trabajo de escultura comenzó a partir del año siguiente. Las cuentas también muestran que los gastos de excavación y transporte fueron anuales. Esto podría significar que se habrían utilizado diferentes canteras cada año para obtener la mejor calidad de mármol posible. Las últimas compras de mármol en las canteras se registran en 434 a. C. En la lógica de la construcción del edificio, las esculturas de los frontones debían colocarse casi al final (antes de la instalación del techo), probablemente en 432 a. C.
Desde Adolf Michaelis en 1871, las estatuas son designadas de izquierda a derecha mediante una letra: de A a W para el frontón oeste y de A a P para el frontón este. Pausanias en su Descripción de Grecia regularmente informa sobre los autores de las obras que describe. Sin embargo, no da información sobre el «autor» de los frontones del Partenón. Considerar un maestro de obras para cada uno de los frontones sería plausible. Debido al tamaño del lugar de la construcción (aproximadamente cincuenta estatuas talladas en media docena de años), muchos artistas trabajaron allí, como lo demuestran las diferencias de estilo y técnicas. Por tanto, el frontón occidental parece más buscado, más «artificial» (casi manierista) que el frontón oriental. Es posible que hubiera un artista por estatua o grupo de estatuas. Las cuentas de 434-433 a. C. indican que a los escultores se les pagaron 16 392 dracmas. Sin embargo, es difícil saber si este era el salario total o el salario de ese año solamente. En comparación, el costo total de cada uno de los frontones (mucho más pequeños) del Templo de Asclepio en Epidauro fue de 3010 dracmas. Robert Spenser Stanier propuso en 1953 una estimación de una cuantía de 17 talentos (102 000 dracmas) para los frontones y las acróteras.
Las estatuas son las esculturas de frontones más grandes esculpidas en la Grecia clásica y son casi todas de un solo bloque. Además, se realizaron en bulto redondo. El mismo cuidado se concedió a la parte delantera y a la parte posterior, es decir a la que no quedaba a la vista. Es posible que estuvieran «expuestas» en la cantera mientras esperaban a ser montadas en el Partenón. Los artistas habrían elegido terminarlas en su totalidad. Sin embargo, el acabado depende de cada estatua y, por tanto, de los escultores. En algunas, los detalles, invisibles desde el suelo, quedaron sin terminar, mientras que en otros, no fue el caso. Además, fue necesario planear la parte trasera de algunas (la oeste A, por ejemplo) para hacerlas encajar en el lugar designado. Unos surcos rectangulares profundos en las esquinas de los frontones podrían indicar la presencia en estos lugares de un mecanismo de elevación diseñado para subir las estatuas.
Los frontones del Templo de Zeus en Olimpia, unos veinte años más antiguos, parecen haber sido una gran influencia para la realización de los frontones del Partenón. Las dimensiones son relativamente equivalentes: 3,44 metros de alto con una profundidad de un metro en Olimpia. Para hacerlos más visibles, debido al ángulo de visión, algunas de las estatuas estaban inclinadas hacia afuera, como en Olimpia, y algunas veces hasta 30 cm por encima del vacío. Incluso en las estatuas sentadas los pies sobresalían del borde. Los sistemas de fijación (espigas y clavos) de las estatuas en la cornisa horizontal eran relativamente iguales en Atenas y Olimpia. Sin embargo, para las más pesadas (en el centro), los escultores del Partenón tuvieron que innovar. Estaban sostenidas por dos puntales de hierro que se clavaban, uno en el plinto de la estatua y el otro profundamente en la cornisa horizontal y el tímpano. Estos puntales en L hacían que el peso de la estatua descansara en voladizo sobre la cornisa.

## Descripción
Los frontones del Partenón incluían muchas estatuas. El del oeste tenía un poco más que el del este. En la descripción de Pausanias de la Acrópolis de Atenas, se informa sobre los temas elegidos: la disputa entre Atenea y Poseidón por el Ática en el oeste y el nacimiento de Atenea en el este. Es la única mención en la literatura antigua sobre la decoración del Partenón. El número de estatuas y los mitos precisos evocados hacen que el experto en la Antigüedad, Bernard Ashmole, se pregunte si los contemporáneos de Fidias fueron realmente capaces de identificar a todos los personajes.

### Frontón oeste

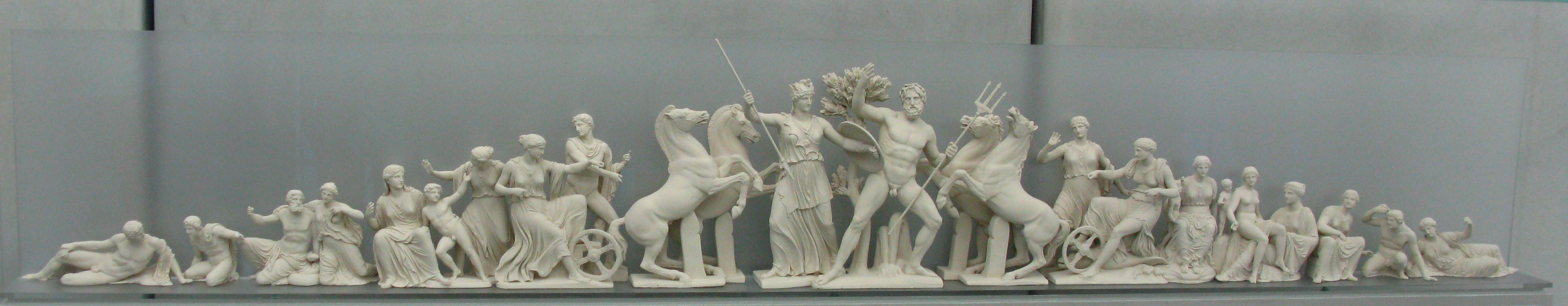
Propuesta de reconstrucción del frontón occidental en el Museo de la Acrópolis de Atenas.

En la fachada oeste, la fachada «menor», estaba representada la disputa entre Atenea y Poseidón por Atenas y el Ática y la victoria de la diosa virgen, uno de los grandes mitos locales. Las dos divinidades se disputaron la soberanía sobre la región. Decidieron ofrecer los regalos más hermosos para ganar. Con un golpe de su tridente, el dios de los mares provocó que una fuente (o un lago) de agua salada surgiera en la Acrópolis. La diosa virgen con una punta de lanza hizo aparecer el primer olivo. Las fuentes no están de acuerdo con la identidad de los árbitros. Atenea y su olivo fueron los elegidos. Esta historia se encuentra por primera vez en Heródoto. Este mito hasta entonces había estado pobremente representado: el artista que concibió el conjunto, así como los escultores, tenían completa libertad.
En el espacio central, los dos dioses (Atenea a la izquierda, oeste L, Poseidón a la derecha, oeste M) estaban separados por el olivo de Atenea o por el rayo de Zeus. La representación en este frontón de una intervención de Zeus en la pelea podría ser la primera aparición de este tema. Posteriormente, se ha hallado en un vaso cerámico de finales del siglo V a. C. conservado en el museo Arqueológico de Pela y en la literatura.

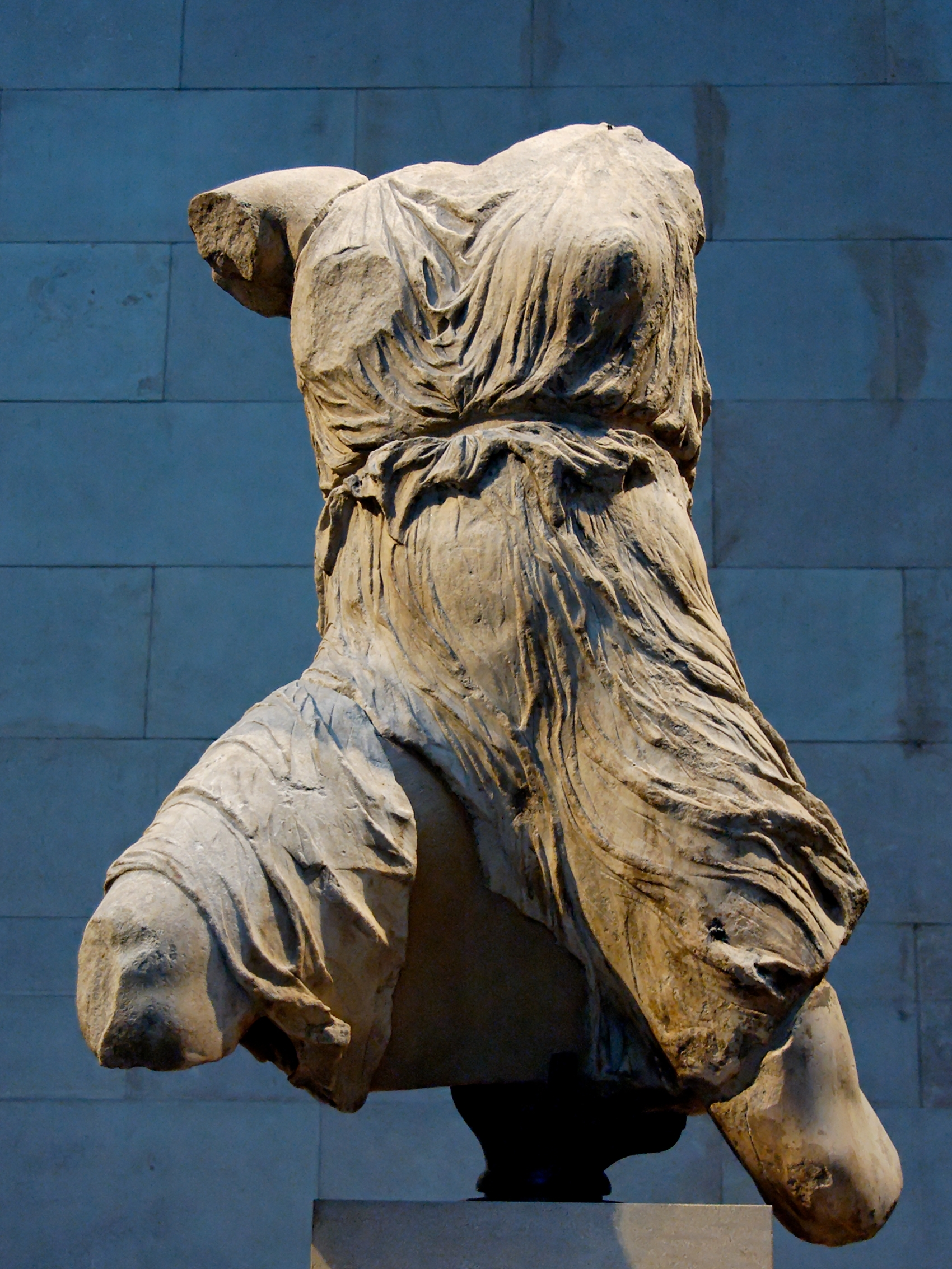
Iris (oeste N).

Es difícil determinar dónde podrían estar representados los regalos de los dos dioses: emergiendo de la tierra al final de su arma (lanza para Atenea y tridente para Poseidón) o del olivo en el centro del frontón, con la serpiente sagrada de Atenea envuelta alrededor. Parece que el torso de Poseidón se utilizó como modelo para los tritones que adornan el Odeón de Agripa en el Ágora romana de Atenas. La violencia de la confrontación divina se puede ver en los cuerpos tensos y echados hacia atrás, como en el famoso grupo de Atenea y Marsias de Mirón, erigido en la Acrópolis unos años antes. El movimiento también recuerda el de la metopa sur XXVII.
A continuación estaban los carros (bigas) y sus aurigas femeninas. Niké (oeste G) conduce el de Atenea, pero la estatua ha desaparecido por completo. Anfitrite (oeste O) es la auriga habitual del dios del mar: en el dibujo atribuido a Carrey, esta es identificable gracias a la serpiente marina a sus pies, pero desempeña esta función en otros apartados del arte y quizás sobre una de las metopas de la fachada este. Anfitrite viste un peplo con un cinturón ancho ceñido justo debajo del pecho. La prenda está entreabierta en el lado izquierdo, vuela al viento y deja visible la pierna desnuda. Los caballos encabritados permiten una ocupación ideal del espacio entre las cornisas. Las aurigas están acompañadas por los dioses mensajeros: Hermes (oeste H) en el lado de Atenea y Niké, e Iris (oeste N) en el otro. La cabeza de Hermes desapareció entre 1674 (dibujo atribuido a Carrey) y 1749 (dibujo de Richard Dalton): ya no presenciaba la disputa, sino que se encontraba detrás de esta. El busto de Iris se identificó a través de los agujeros cuadrados en los omóplatos, donde sus alas se fijaron originariamente. Lleva una túnica corta adherida por el viento a las formas de su cuerpo, que pueden adivinarse por los múltiples pliegues. La túnica fue ceñida con un cinturón delgado de bronce, posteriormente desaparecido. Después de este gran grupo central, la tensión disminuye y las posturas de las estatuas son más relajadas.
En el lado izquierdo había varios personajes de la mitología ática cuyas identificaciones se discuten. Dado que el tema general del frontón es un mito puramente local, a menudo se supone que los héroes atenienses deberían estar representados. Las figuras occidentales D, E y F han desaparecido. El grupo oeste B y C están muy dañados. Los fragmentos de serpiente (una serpiente o la cola del personaje masculino) sugieren que podrían ser Cécrope I y su hija Pándroso.
En el lado derecho, dos mujeres sentadas llevan niños: oeste Q tiene dos bebés (oeste P y R), podría ser Oritía, la hija de Erecteo, que lleva los dos hijos que tuvo de Bóreas: Calais y Zetes; oeste T tiene un niño mayor en las rodillas (oeste S). Las estatuas oeste U y oeste V están muy dañadas y fragmentadas, pero no parecen formar un grupo.
La primera figura a la izquierda, masculina, (oeste A) y la última a la derecha, femenina (oeste W) son simétricas. Por analogía con los frontones de Olimpia, estas divinidades fluviales han sido identificadas: Iliso o Cefiso, a la izquierda, y la que posiblemente sea la personificación de la fuente Calírroe, a la derecha. La estatua del Iliso goza de una gran calidad en la representación de los detalles anatómicos y en la de su movimiento: parece salir del suelo y girarse hacia la escena central.
La composición de este frontón está inspirada en la del frontón este del santuario de Olimpia. La idea de estas estatuas, simples «espectadoras», sentadas en los exteriores a continuación de los dioses fluviales, también se tomó prestada del santuario de Peloponeso. Las estatuas oeste B, C, L, Q y quizás W fueron copiadas y adaptadas para adornar uno de los frontones del Templo de Eleusis (siglos VI-IV a. C.), más pequeño que el Partenón, que representa el rapto de Perséfone.

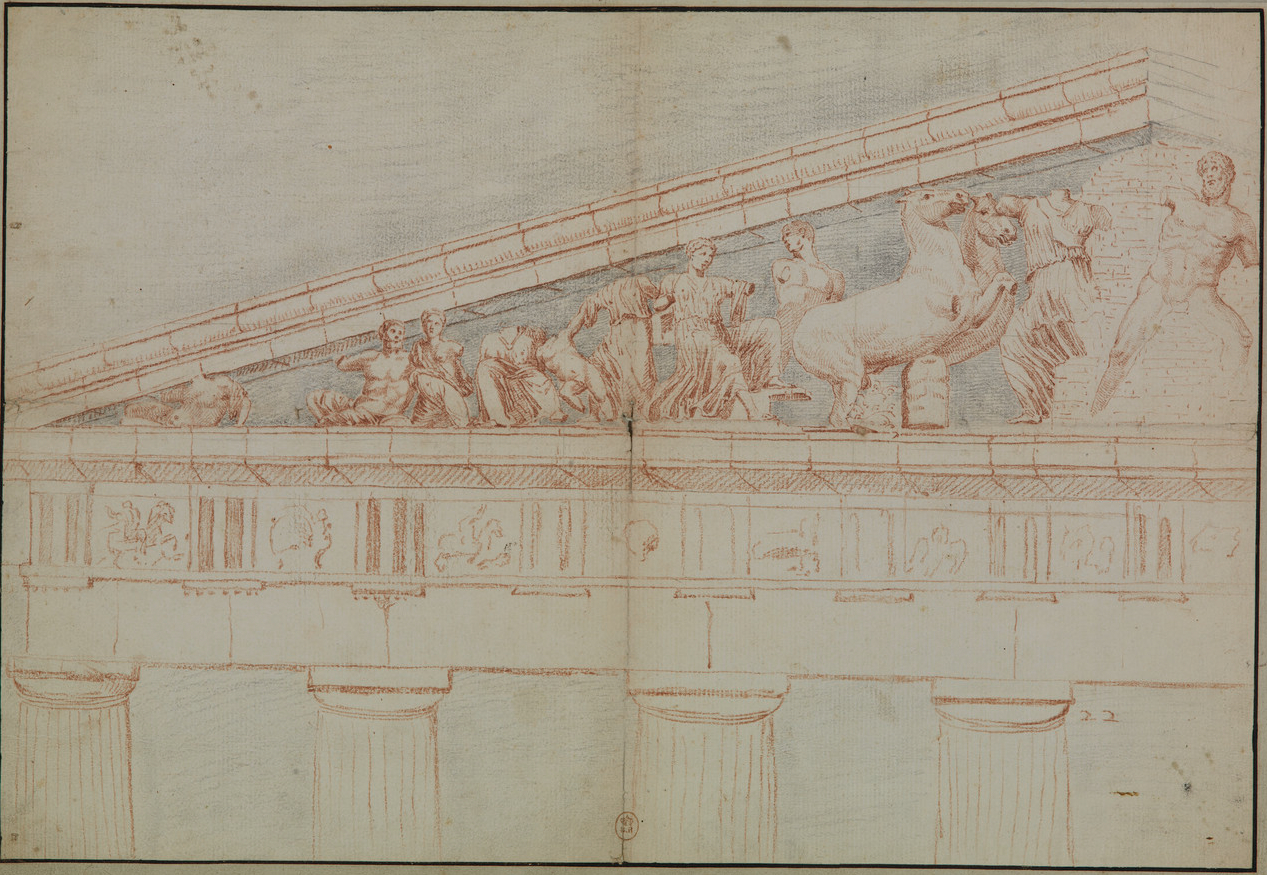
Dibujo atribuido a Jacques Carrey, frontón oeste, parte norte.
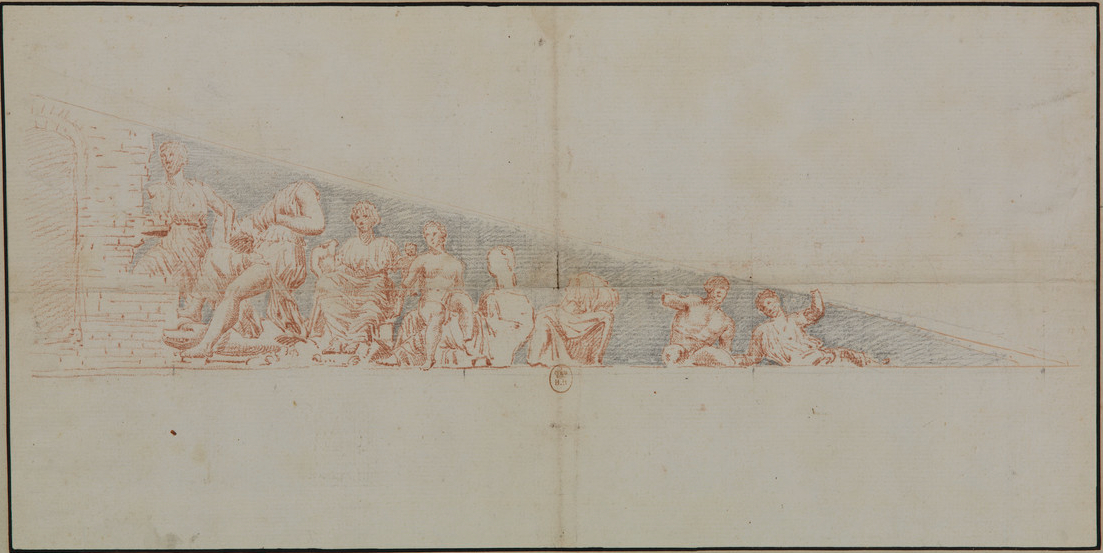
Dibujo atribuido a Jacques Carrey, frontón oeste, parte sur.

### Frontón este

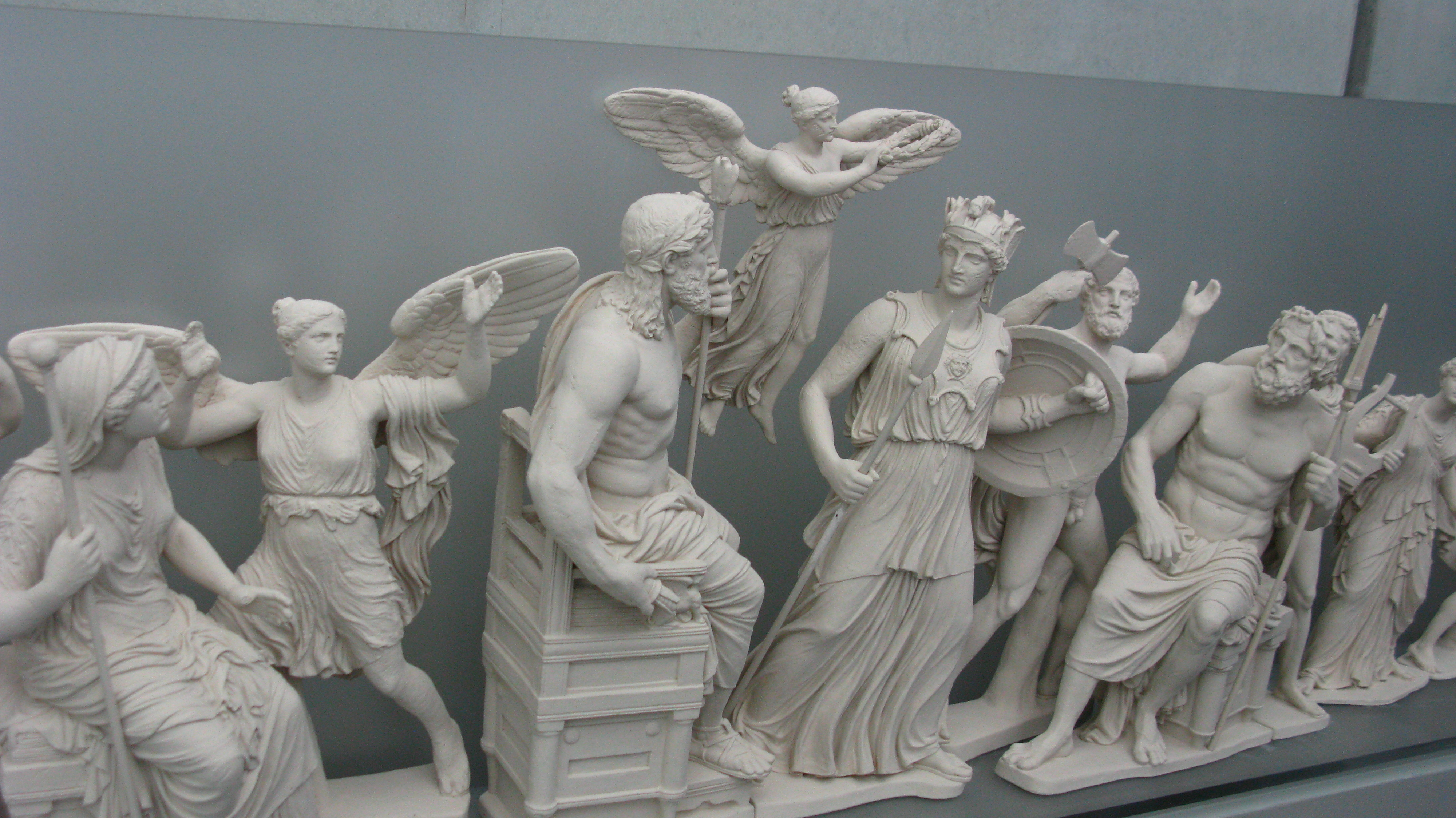
Propuesta de reconstrucción del frontón este en el Museo de la Acrópolis de Atenas.

El frontón este, en la fachada más sagrada, evoca el nacimiento de Atenea delante de los otros dioses reunidos, un tema ya desarrollado en la decoración de la cerámica, pero nunca en la escultura. Sin embargo, es muy poco conocido porque desapareció muy pronto, cuando se produjo la transformación del Partenón en una iglesia hacia los siglos VI o VII
En el centro estaba entronizado Zeus, probablemente sentado, con su águila a sus pies. De hecho, aún quedan restos de tres grandes soportes de metal de una estatua muy pesada: Zeus estaba sentado, ya fuera en su trono o en una roca en la cima del Olimpo. Cerca de él iban a estar Atenea a buen seguro pero también Hera y evidentemente Hefesto e Ilitía. No ha sido posible identificar con seguridad otras estatuas. Diversos fragmentos conservados en el museo de la Acrópolis de Atenas provienen de este frontón. La «peplorófora Wegner» (que consta de los fragmentos MAcr 6711 y MAcr 6712) podría haber sido Hera. De manera similar, el fragmento del torso MAcr 880 podría corresponder a la figura H y haber sido Hefesto. Además, a cada lado,  nuevas hendiduras para sujetar las placas sugieren nuevamente una estatua muy pesada, quizás una biga, incluso aunque la presencia de carros aquí no tenga justificación narrativa; además, hay carros (estrellas) presentes en las esquinas. Además, la decoración de un pozo romano del siglo I (Puteal de la Moncloa) conservado en el Museo Arqueológico Nacional de Madrid evoca la presencia de las moiras. Como parece deberle mucho al frontón del Partenón, estas deidades también podrían asistir aquí al nacimiento de Atenea.
Fuera de la acción central, las otras deidades en el frontón parecen hacer solo «acto de presencia». El extremo izquierdo, en el sur, es el mejor conservado. Una figura femenina de pie (designada G) se aleja de la acción central que está mirando. Está vestida con un peplo y se acerca a otras dos figuras femeninas (este E y F), sentadas sobre telas dobladas colocadas sobre arcones (los detalles solo se ven desde atrás). La interpretación propuesta es que se trataría de Deméter y su hija Perséfone. A su izquierda y girando su espalda, una figura masculina (este D) está tendida sobre la piel de un felino puesta sobre una roca. La piel identifica a Dioniso. La figura es muy atlética y tiene las piernas separadas. Este joven Dioniso, que también está en el lado este del friso del Partenón, bien puede ser el primer ejemplo de cambio en la representación de este dios. Mientras que anteriormente era retratado disfrazado de viejo grosero, su versión juvenil y turbulenta se impuso en la iconografía. El dios parece saludar al carro de Helios, que se eleva desde la extremidad del frontón.
El extremo derecho, al norte, ha conservado solo un grupo de tres mujeres (este K, L y M). El trabajo de los escultores es de muy alta calidad, principalmente en el juego de drapeados. Se lo suele atribuir a Agorácrito. Este K está situado de frente. M está negligentemente tendida sobre su vecina L. El trío no ha sido identificado. Sin embargo, el patrón de deslizamiento del quitón que revela sutilmente el hombro se ve aquí en K y M. También está en oeste C, identificada con Pándroso, y en la representación de Artemisa en el friso este. Este gesto sensual también podría atribuirse a Afrodita. Al final, el carro de la Luna o de la Noche parece descender por la parte inferior del frontón.

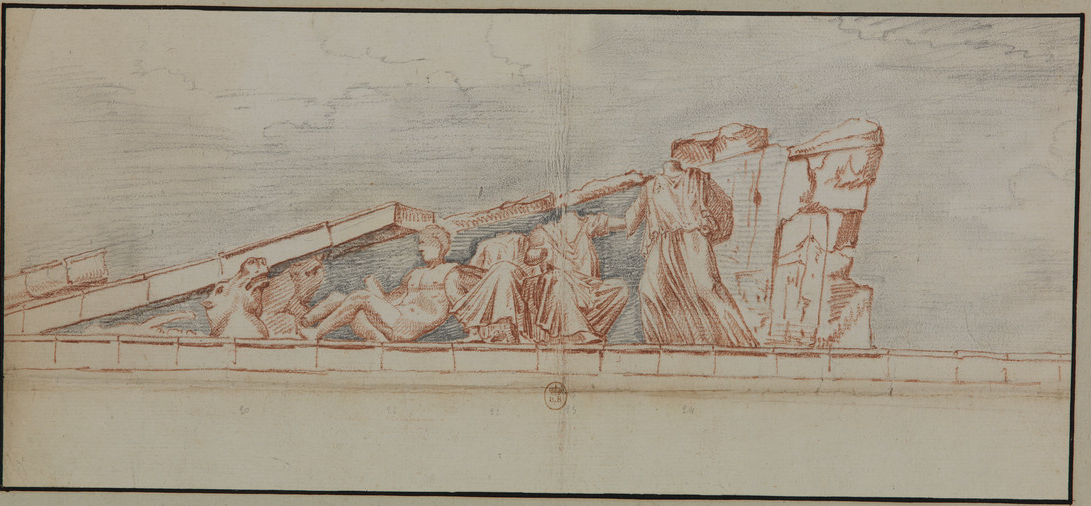
Dibujo atribuido a Jacques Carrey: frontón este, parte sur.
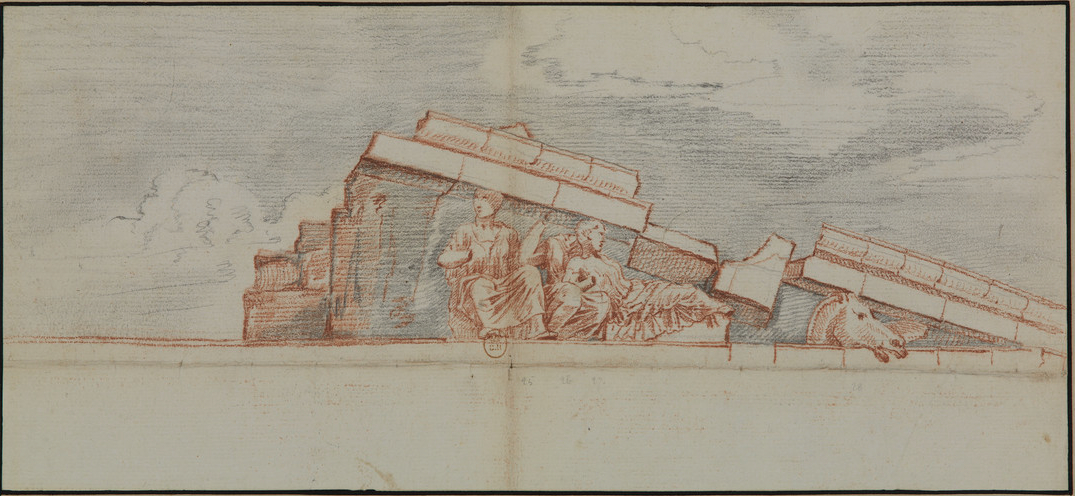
Dibujo atribuido a Jacques Carrey: frontón este, parte norte.

## Historia

### Historia del Partenón y de sus frontones

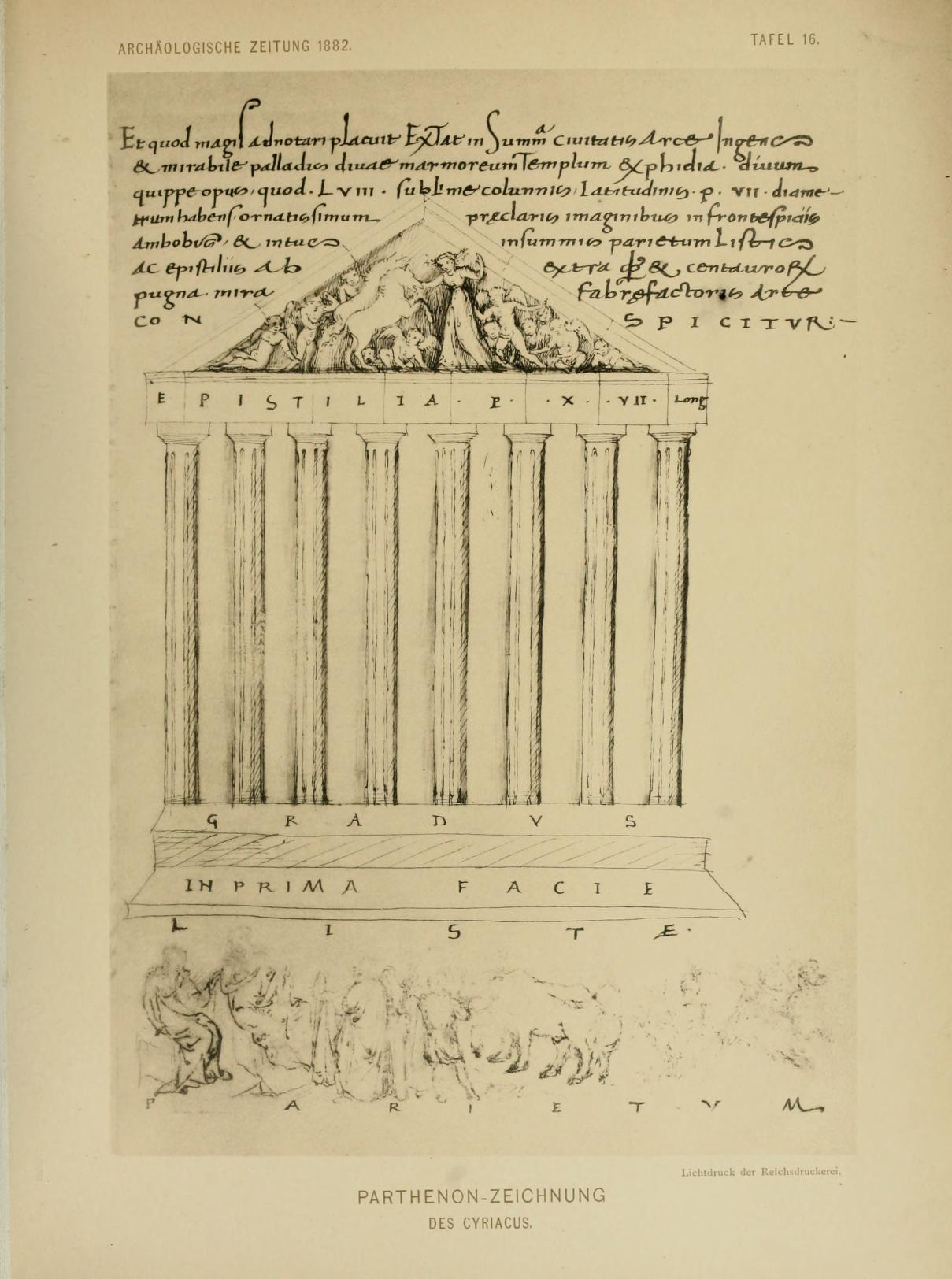
El Partenón de Ciriaco de Ancona en 1436: primera representación histórica del edificio.
Es probable que el frontón oeste esté parcialmente representado y reinventado.

El bloque 19 de la cornisa horizontal del frontón oriental fue dañado y reparado en época romana, pero no hay evidencia de trabajos de restauración en ninguna estatua. Cuando se produjo la transformación del Partenón en una iglesia, en algún momento de los siglos VI o VII, las estatuas del centro del frontón este fueron retiradas para dejar su sitio al ábside.
En la primera mitad del siglo XV, Ciriaco de Ancona durante una de sus visitas a Atenas dibujó uno de los frontones, probablemente el del oeste. Representó solo un carruaje, probablemente el de Atenea: el de Poseidón ya habría desaparecido, sin que se conociera su destino. En 1674, un artista al servicio del marqués Charles Olier de Nointel (embajador de Francia en la Sublime Puerta), tal vez Jacques Carrey, dibujó el frontón oeste donde faltaba el carro del dios de los mares así como algunas cabezas, incluida la de Atenea. El frontón este estaba ya muy deteriorado.
Durante el sitio de Atenas, realizado por los venecianos capitaneados por Francesco Morosini, se produjo la explosión de la reserva de pólvora guardada dentro del Partenón (26 de septiembre de 1687), que causó un enorme daño a los frontones. La onda de choque causó que algunas de las estatuas cayeran y otras se desequilibraran, lo que posibilitó su caída. El Senado veneciano ordenó a Morosini que llevara a la Serenissima la «obra de arte considerada como la más importante y refinada». Decidió llevarse algunas esculturas del frontón este, probablemente el carro de la izquierda, el de Atenea. Sin embargo, sus hombres estaban mal equipados y las estatuas se estrellaron contra el suelo a principios de 1688. Solo una cabeza femenina (la cabeza Weber-Laborde) fue transportada hasta la laguna de Venecia. Igualmente, parte de la cabeza de uno de los caballos del carro de Atenea viajó después al Vaticano.
El destino de los otros fragmentos varió: algunos fueron utilizados como material de construcción para casas en la Acrópolis; otros fueron comprados por coleccionistas europeos que pasaron por Atenas durante su Grand Tour. Las requisas organizadas por el Estado griego en la década de 1830 y 1840 consiguieron muchos fragmentos. El grupo oeste B y C estaban muy dañados porque permanecieron en el Partenón hasta 1977, al igual que la figura femenina oeste W. El grupo oeste B y C (probablemente Cécrope y Pándroso) no fueron llevados por los agentes de Lord Elgin a comienzos del siglo XIX, debido a que creyeron que se trataba de una reparación de los primeros siglos de nuestra era, que había reemplazado al grupo original por una estatua en homenaje al emperador Adriano y a su esposa Vibia Sabina. Esta hipótesis errónea se reflejó a finales del siglo XVII en los relatos de viajes de Jacques Spon (1678) y George Wheler (1682). La cabeza del caballo de Helios (este C) fue retirada del Partenón en 1988.

### Lord Elgin

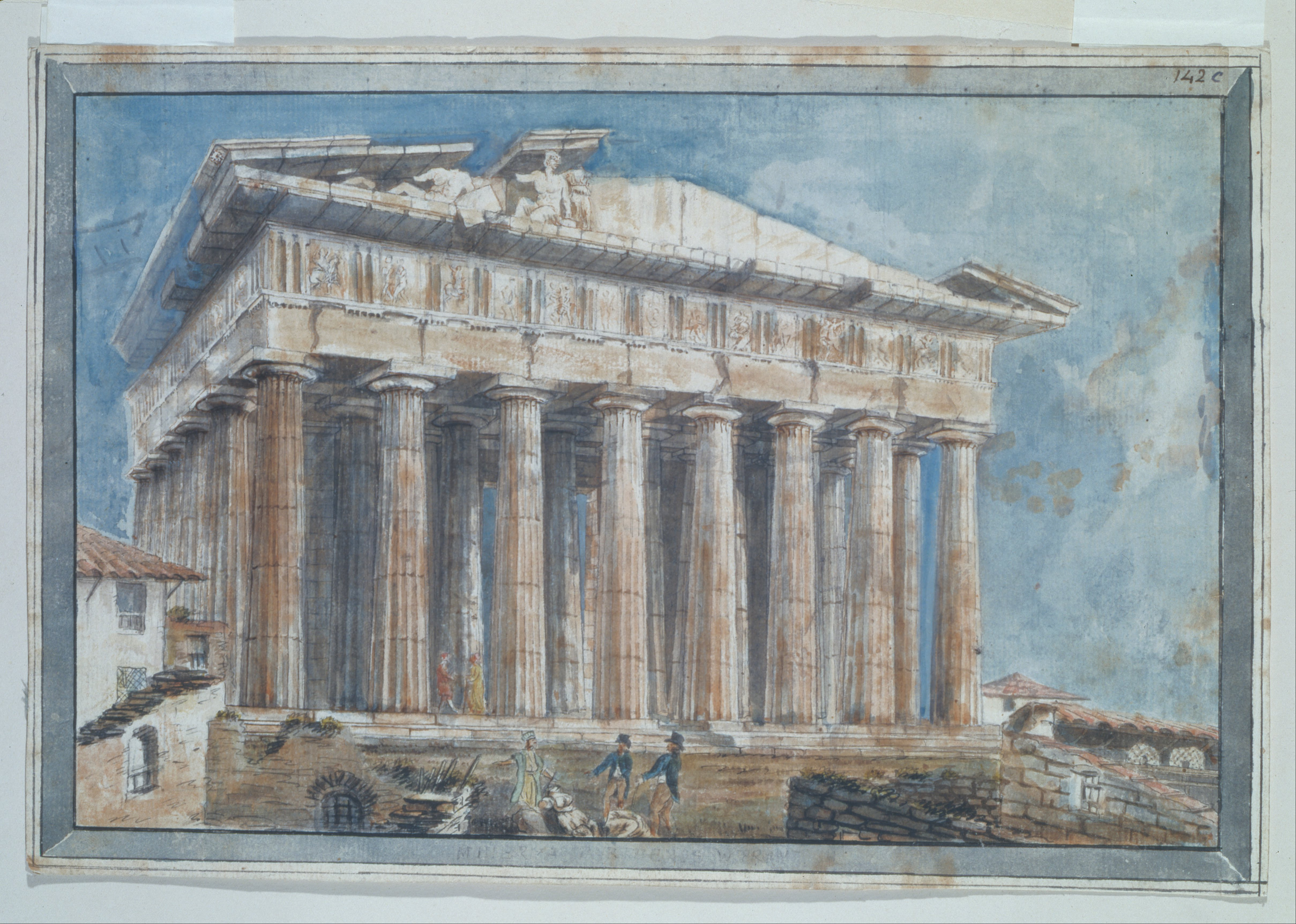
La fachada oeste del Partenón, pintada por William Gell en 1801; las estatuas de la parte norte del frontón son discernibles.

A principios del siglo XIX, los agentes de Thomas Bruce Elgin (más conocido como Lord Elgin), dirigidos por el pintor Giovanni Battista Lusieri, colocaron la gran mayoría de las estatuas restantes en la fachada este y recuperaron algunos de los fragmentos del frontón oeste incorporados en las paredes de una casa que demolieron para la ocasión; también buscaron en los pies del edificio.

## Conservación
Los dos frontones constaban de una cincuentena de estatuas. Solo uno, identificado como Dioniso en el lado este, mantuvo la cabeza. Todos los demás han desaparecido o se han dispersado por Europa. Las estatuas se conservan en el Museo Británico, el Museo de la Acrópolis de Atenas y el Museo del Louvre (cabeza Weber-Laborde).
Gran parte de lo que subsistió del frontón oeste se encuentra en el Museo Británico. Los bustos (muy dañados) de Atenea, Poseidón, Anfítrite, Hermes e Iris (Oeste L, M, O, H y N) se conservan. Un fragmento del casco de Atenea y el frente del busto del Poseidón están en el Museo de la Acrópolis, con los fragmentos de la serpiente marina que estaba al pie de la esposa de Poseidón. Las estatuas de los frontones se consideran el arquetipo de la escultura griega clásica.